# Lumbin
Lumbin est une commune française située dans le département de l'Isère en région Auvergne-Rhône-Alpes.
Ses habitants sont dénommés les Lumbinois.

## Géographie

### Situation et description

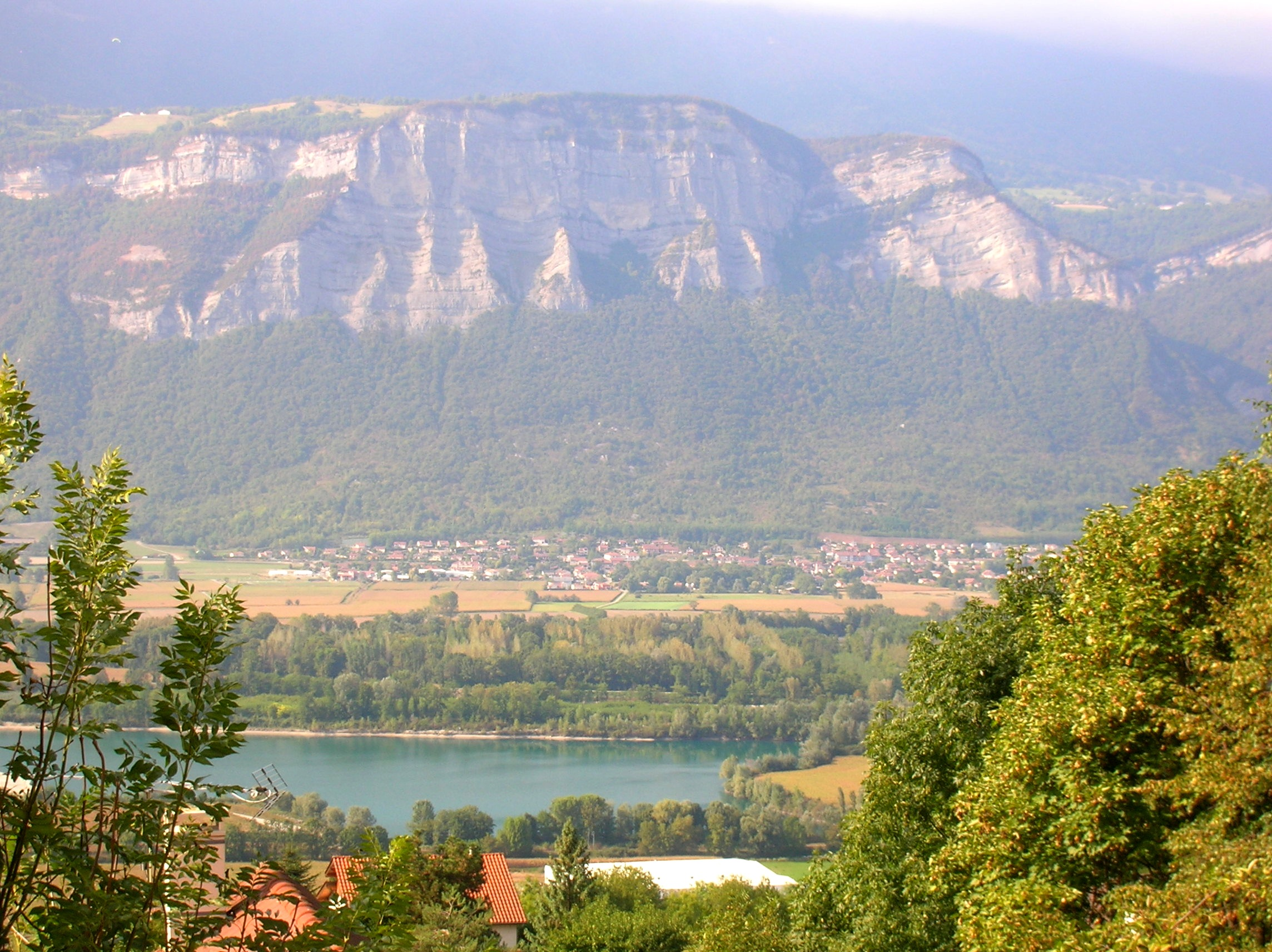
Lumbin, aux pieds de la Chartreuse, vue depuis Le Champ-près-Froges.

La commune est située à vingt-deux kilomètres au nord-est de Grenoble et à trente-cinq kilomètres de Chambéry, sur la rive droite de l'Isère, au cœur de la vallée du Grésivaudan. Traversée par la Route nationale 90 qui relie les deux agglomérations, le territoire est bordé au nord-est par les falaises du massif de la Chartreuse (plateau des Petites Roches) et à l'ouest par l'Isère.

### Communes limitrophes
| Plateau-des-Petites-Roches (ancienne commune de Saint-Hilaire-du-Touvet) | Plateau-des-Petites-Roches (ancienne commune de Saint-Bernard) | La Terrasse |
|                                                                          | Lumbin                                                         | Tencin      |
| Crolles                                                                  | Le Champ-près-Froges                                           | La Pierre   |

### Climat
Pour des articles plus généraux, voir Climat d'Auvergne-Rhône-Alpes et Climat de l'Isère.
En 2010, le climat de la commune est de type climat des marges montargnardes, selon une étude du Centre national de la recherche scientifique s'appuyant sur une série de données couvrant la période 1971-2000. En 2020, Météo-France publie une typologie des climats de la France métropolitaine dans laquelle la commune est exposée à un climat de montagne ou de marges de montagne et est dans la région climatique Alpes du nord, caractérisée par une pluviométrie annuelle de 1 200 à 1 500 mm, irrégulièrement répartie en été.
Pour la période 1971-2000, la température annuelle moyenne est de 11,7 °C, avec une amplitude thermique annuelle de 19,9 °C. Le cumul annuel moyen de précipitations est de 1 445 mm, avec 9,5 jours de précipitations en janvier et 7,6 jours en juillet. Pour la période 1991-2020, la température moyenne annuelle observée sur la station météorologique de Météo-France la plus proche, « Pipay_sapc », sur la commune de Theys à 7 km à vol d'oiseau, est de 6,3 °C et le cumul annuel moyen de précipitations est de 1 545,8 mm,. Pour l'avenir, les paramètres climatiques de la commune estimés pour 2050 selon différents scénarios d'émission de gaz à effet de serre sont consultables sur un site dédié publié par Météo-France en novembre 2022.

### Hydrographie
Le territoire communal est bordé, à l'est, par l'Isère.
Le ruisseau du Carre au nord-est et le ruisseau de Montfort au sud-ouest descendent du plateau des Petites Roches au nord-ouest pour confluer avec l'Isère au sud-est. Le canal de la Chantourne traverse la commune en longeant l'Isère.

### Voies routières
Le territoire de la ville de Lumbin est traversé par deux voies à grande circulation, l'autoroute A 41 et l'ancienne route nationale 90, selon un axe nord-sud.

#### L'autoroute A 41

Tracé de l'A41.

L'autoroute A41 relie Grenoble à Genève. Sa date mise en service remonté à l'année 1981. La section Grenoble – Crolles a été construite pour les JO d'hiver de Grenoble en 1×2 voies mis en double sens, les véhicules roulant alors sur la bande d'arrêt d'urgence.
La sortie la plus proche de Lumbin est située sur le territoire de Crolles
- 24 (direction Grenoble) à 127 km : Crolles'.

#### La route départementale (RD 1090)
L'ancienne route nationale 90, (RN 90), est une ancienne route nationale française reliant avant 2006 la ville de Grenoble au col du Petit-Saint-Bernard. La section traversant le département de l'Isère et le territoire de Lumbin a été déclassée en route départementale 1090 (RD 1090) et sa gestion a été confiée au département. La route départementale traverse la commune du nord-est vers le sud-ouest, depuis la sortie du territoire de la commune de Crolles, jusqu'à l'entrée de la commune de La Terrasse.

### Transports publics
La communauté de communes du Pays du Grésivaudan propose le réseau de bus TouGo pour voyager à l’intérieur des 47 communes du territoire et faciliter les déplacements des citoyens. Les lignes concernant les habitants de Lumbin sont :
- La ligne G3 : Villard-Bonnot → Crolles → Le Touvet → Goncelin;

## Urbanisme

### Typologie
Au 1er janvier 2024, Lumbin est catégorisée ceinture urbaine, selon la nouvelle grille communale de densité à sept niveaux définie par l'Insee en 2022.
Elle appartient à l'unité urbaine de La Terrasse, une agglomération intra-départementale regroupant deux  communes, dont elle est une commune de la banlieue,,. Par ailleurs la commune fait partie de l'aire d'attraction de Grenoble, dont elle est une commune de la couronne,. Cette aire, qui regroupe 204 communes, est catégorisée dans les aires de 700 000 habitants ou plus (hors Paris),.

### Occupation des sols
L'occupation des sols de la commune, telle qu'elle ressort de la base de données européenne d’occupation biophysique des sols Corine Land Cover (CLC), est marquée par l'importance des territoires agricoles (43,2 % en 2018), en diminution par rapport à 1990 (48,6 %). La répartition détaillée en 2018 est la suivante : 
terres arables (36,6 %), forêts (26,3 %), zones urbanisées (15,7 %), milieux à végétation arbustive et/ou herbacée (9,1 %), zones agricoles hétérogènes (6,6 %), espaces ouverts, sans ou avec peu de végétation (4,1 %), eaux continentales (1,6 %). L'évolution de l’occupation des sols de la commune et de ses infrastructures peut être observée sur les différentes représentations cartographiques du territoire : la carte de Cassini (XVIIIe siècle), la carte d'état-major (1820-1866) et les cartes ou photos aériennes de l'IGN pour la période actuelle (1950 à aujourd'hui).

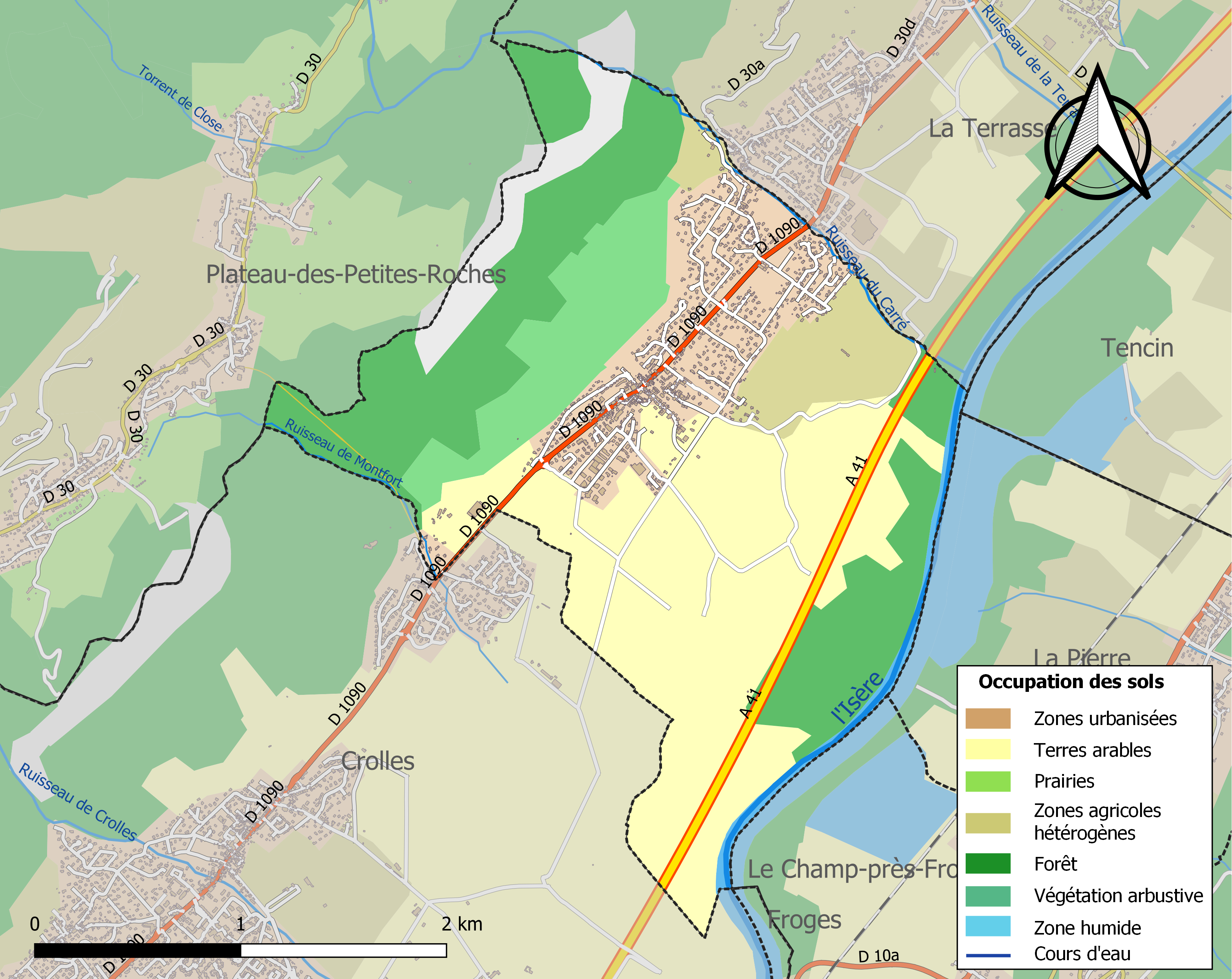
Carte des infrastructures et de l'occupation des sols de la commune en 2018 (CLC).

### Risques naturels et technologiques

#### Risques sismiques
La totalité du territoire de la commune de Lumbin est situé en zone de sismicité no 4, comme la plupart des communes de son secteur géographique.
| Type de zone | Niveau            | Définitions (bâtiment à risque normal) |
| ------------ | ----------------- | -------------------------------------- |
| Zone 4       | Sismicité moyenne | accélération = 1,6 m/s2                |

## Toponymie
Dénommé Lumbino villa vers 1095, puis Magnus Lumbinus au XIIIe siècle, issu du nom d'un domaine d´origine gallo-romaine « Lumbianum », dérivé avec le suffixe -inum du nom d´homme romain Lumbius.

## Histoire

### Moyen Âge et Renaissance
Un relais de post était installée sur la route royale à Lumbin. Le 24 juin 1569, le baron de Gordes bloque l'avancée du baron des Adrets à Lumbin.

### Époque contemporaine
- Passage du pape Pie VII à Lumbin lors de sa captivité en 1809[19].

## Politique et administration

### Liste des maires

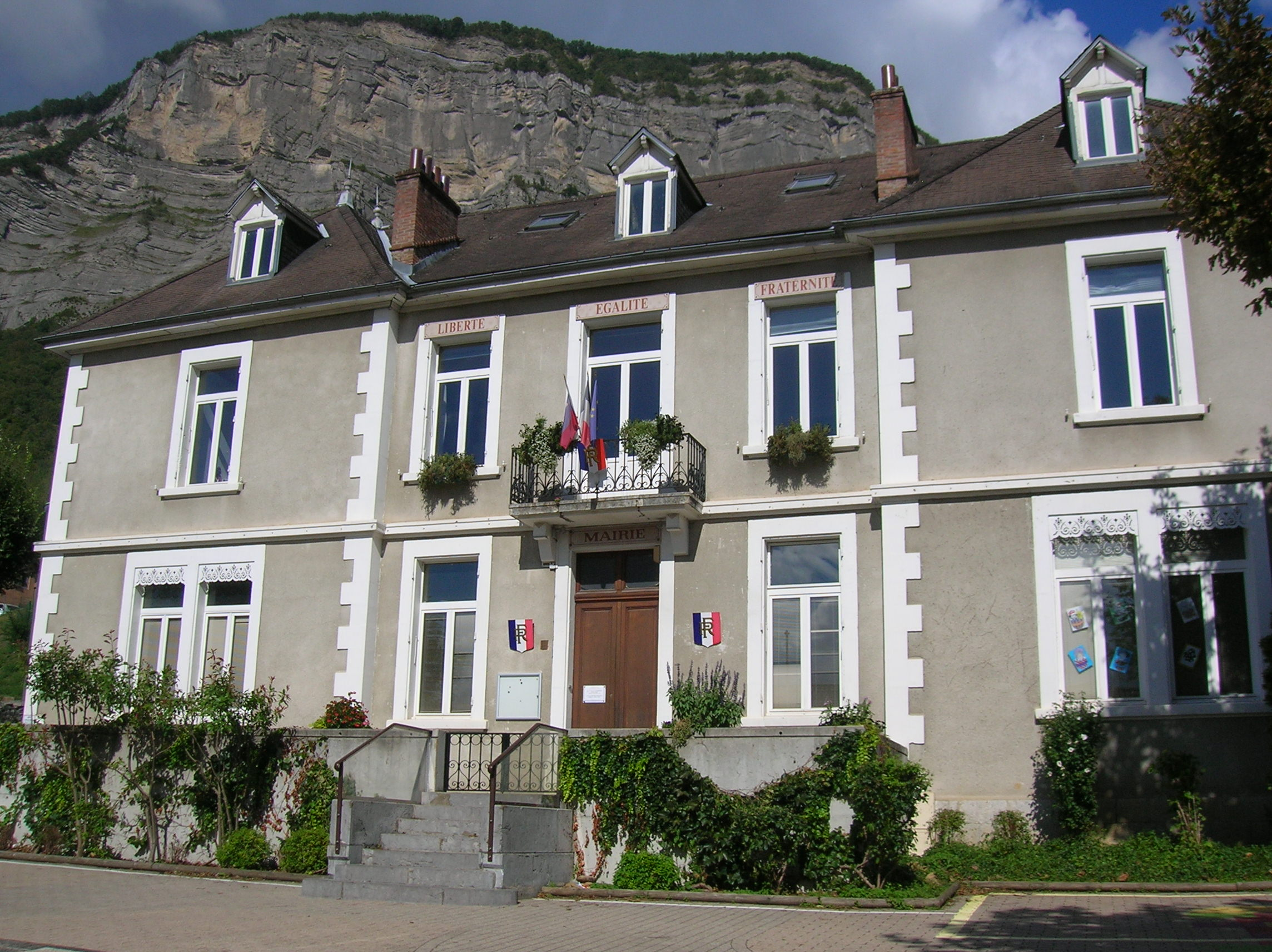
La mairie.

| Période                                  | Période   | Identité        | Étiquette | Qualité |
| ---------------------------------------- | --------- | --------------- | --------- | ------- |
| mars 1983                                | mars 2008 | Gérard Faïella  | UMP       |         |
| mars 2008                                | mars 2014 | Albert Andrevon |           |         |
| mars 2014                                | En cours  | Pierre Forte    | DVD       |         |
| Les données manquantes sont à compléter. |           |                 |           |         |

### Jumelages
La commune est jumelée avec :
- Vipava (Slovénie) depuis 2005[20]

## Population et société

### Démographie
L'évolution du nombre d'habitants est connue à travers les recensements de la population effectués dans la commune depuis 1793. Pour les communes de moins de 10 000 habitants, une enquête de recensement portant sur toute la population est réalisée tous les cinq ans, les populations de référence des années intermédiaires étant quant à elles estimées par interpolation ou extrapolation. Pour la commune, le premier recensement exhaustif entrant dans le cadre du nouveau dispositif a été réalisé en 2004.

En 2022, la commune comptait 2 157 habitants, en évolution de +1,32 % par rapport à 2016 (Isère : +3,07 %, France hors Mayotte : +2,11 %).
| 1793 | 1800 | 1806 | 1821 | 1831 | 1836 | 1841 | 1846 | 1851 |
| ---- | ---- | ---- | ---- | ---- | ---- | ---- | ---- | ---- |
| 494  | 528  | 538  | 652  | 685  | 668  | 660  | 640  | 661  |

| 1856 | 1861 | 1866 | 1872 | 1876 | 1881 | 1886 | 1891 | 1896 |
| ---- | ---- | ---- | ---- | ---- | ---- | ---- | ---- | ---- |
| 628  | 644  | 627  | 584  | 570  | 517  | 502  | 427  | 390  |

| 1901 | 1906 | 1911 | 1921 | 1926 | 1931 | 1936 | 1946 | 1954 |
| ---- | ---- | ---- | ---- | ---- | ---- | ---- | ---- | ---- |
| 401  | 388  | 352  | 350  | 339  | 329  | 336  | 267  | 382  |

| 1962 | 1968 | 1975 | 1982 | 1990 | 1999  | 2004  | 2006  | 2009  |
| ---- | ---- | ---- | ---- | ---- | ----- | ----- | ----- | ----- |
| 390  | 395  | 488  | 709  | 936  | 1 464 | 1 661 | 1 867 | 1 959 |

| 2014  | 2019  | 2022  | - | - | - | - | - | - |
| ----- | ----- | ----- | - | - | - | - | - | - |
| 2 135 | 2 166 | 2 157 | - | - | - | - | - | - |

### Enseignement
La commune est rattachée à l'académie de Grenoble.

### Équipements et activités sportives
Le lac des Martelles est un plan d'eau de 13 hectares où l'on peut pratiquer le téléski nautique.

#### Coupe Icare
Depuis 1973, la plus grande manifestation mondiale de vol libre a lieu, chaque année, à Lumbin : la Coupe Icare. Sont mis à l'honneur pour l'occasion les deltaplanes et les parapentes, dans le cadre d'un concours de déguisement et d’atterrissage de précision, les montgolfières par dizaines, qui parcourent la vallée à l'aube et au crépuscule, mais aussi la voltige et le parachute. La patrouille de France effectue, quant à elle un survol du village, et marque le point d'orgue du festival.

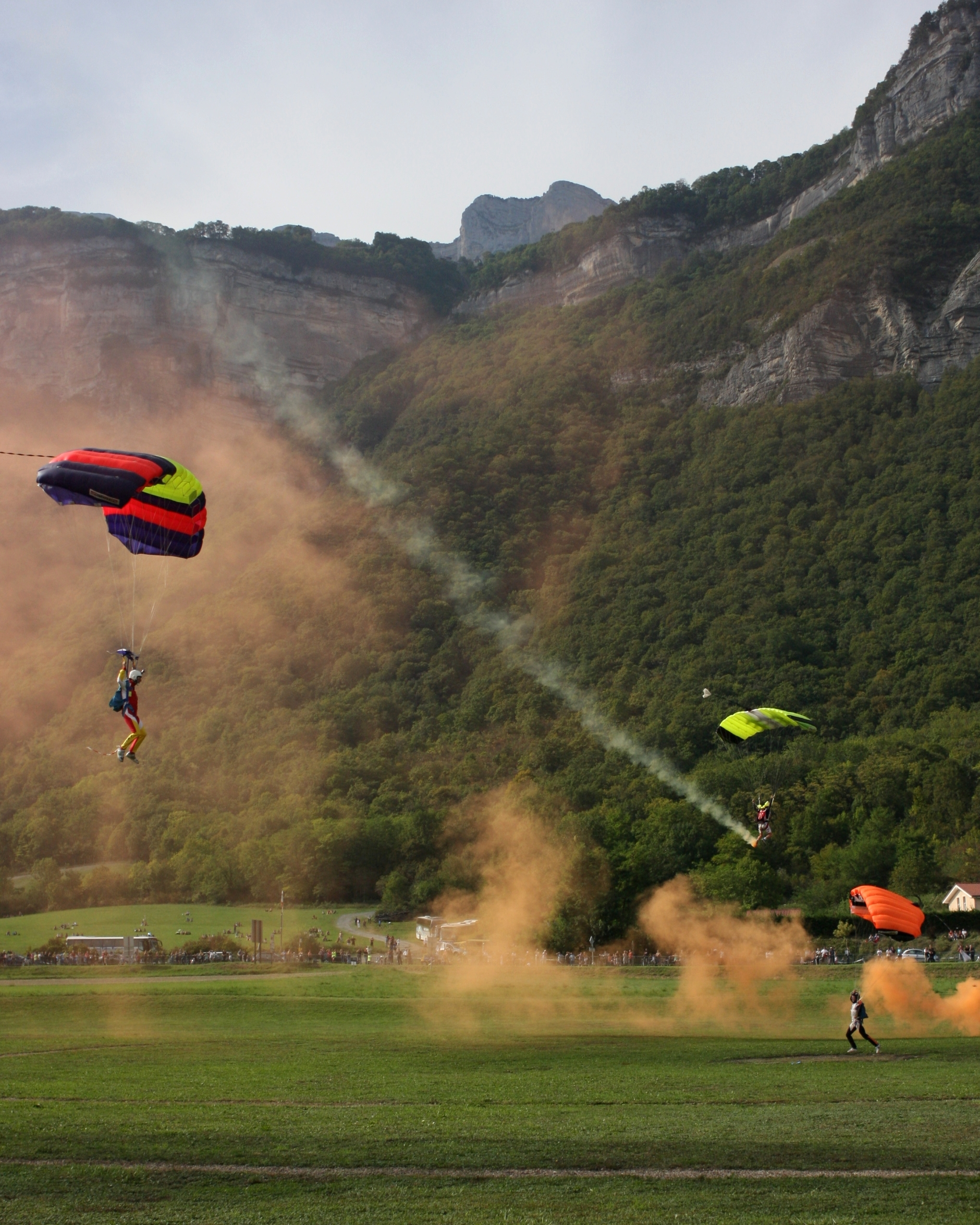
Atterrissage à la coupe Icare 2012.
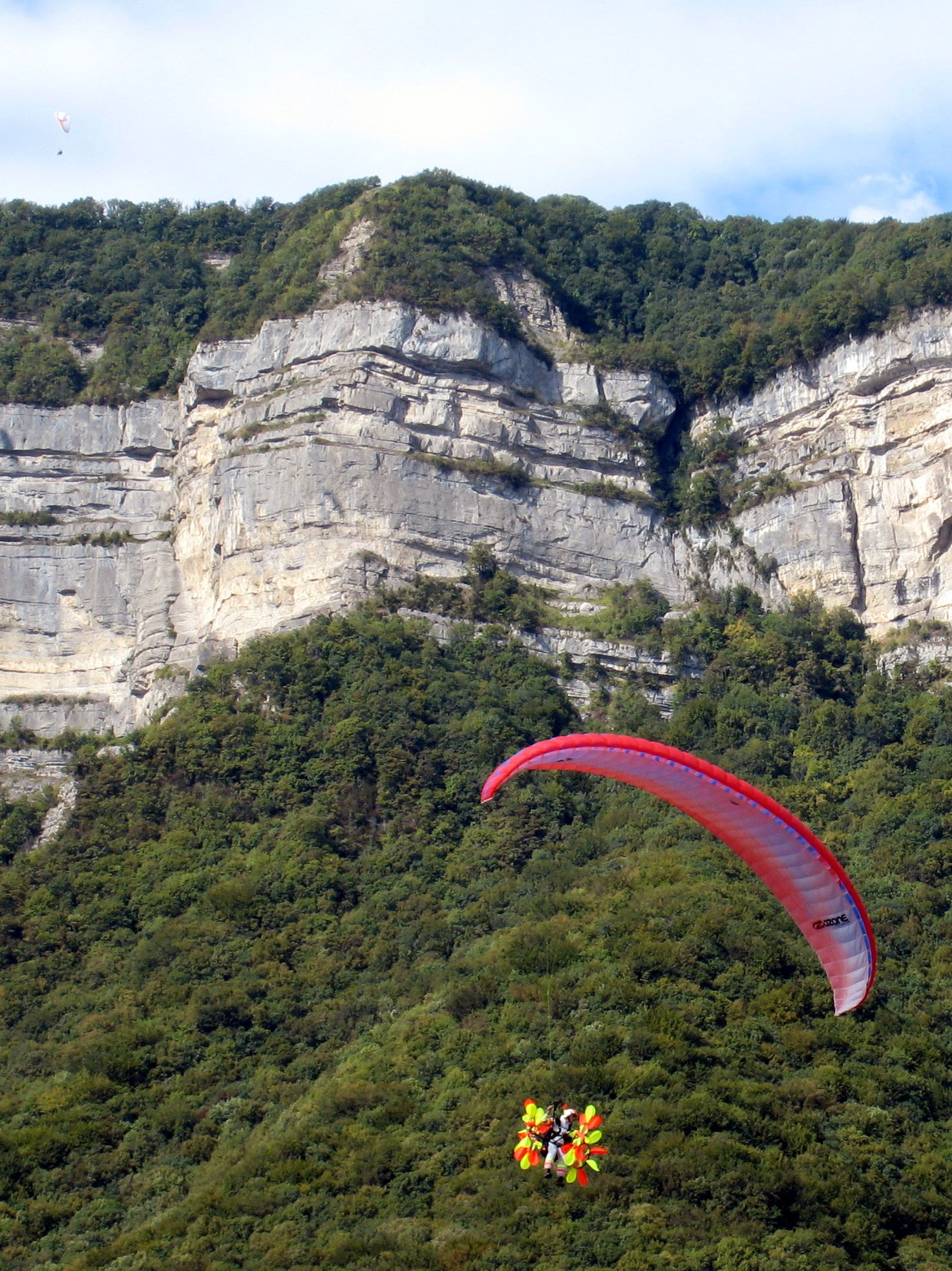
Coupe Icare 2009.
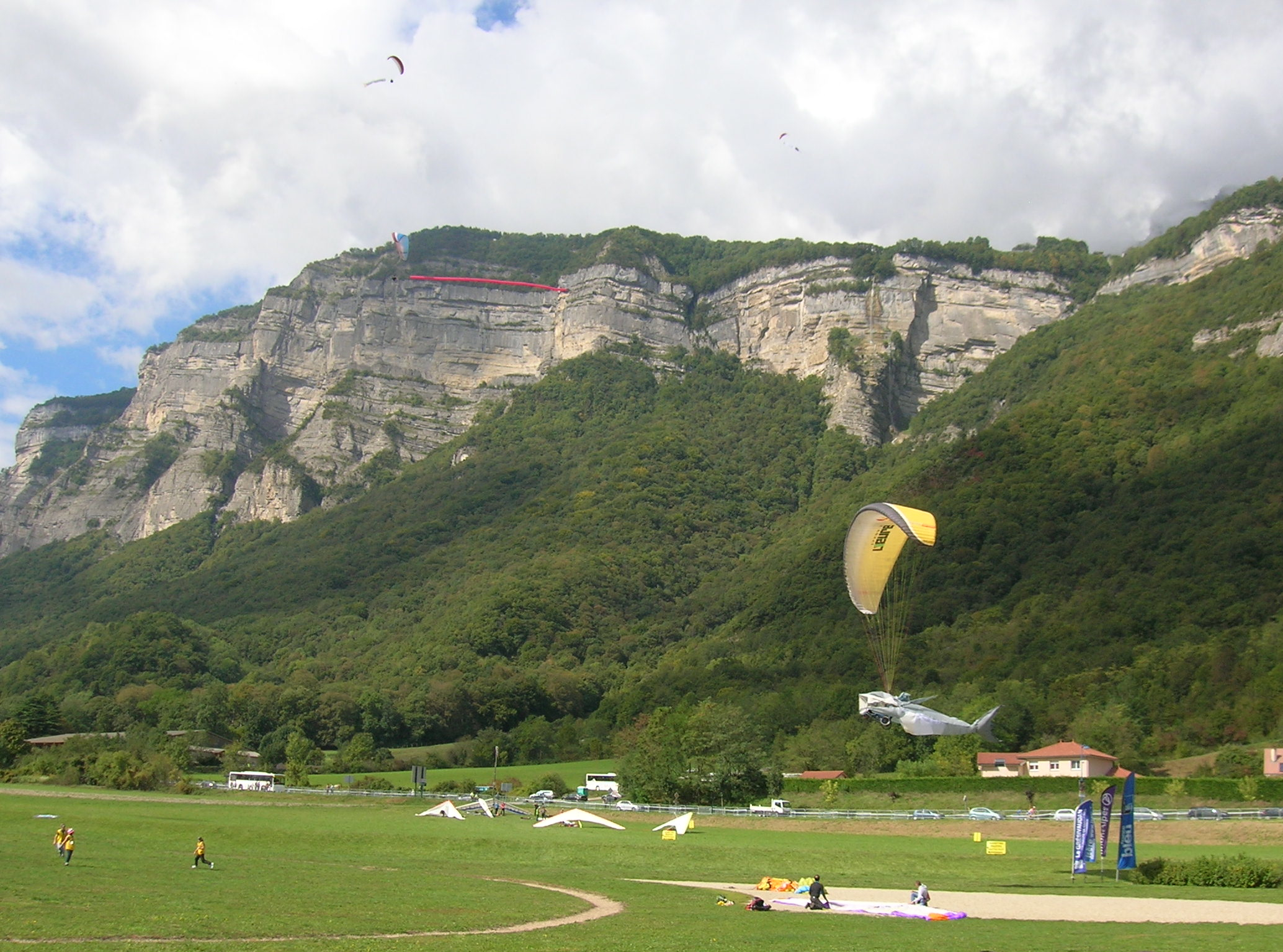
Coupe Icare 2015 en déguisé.
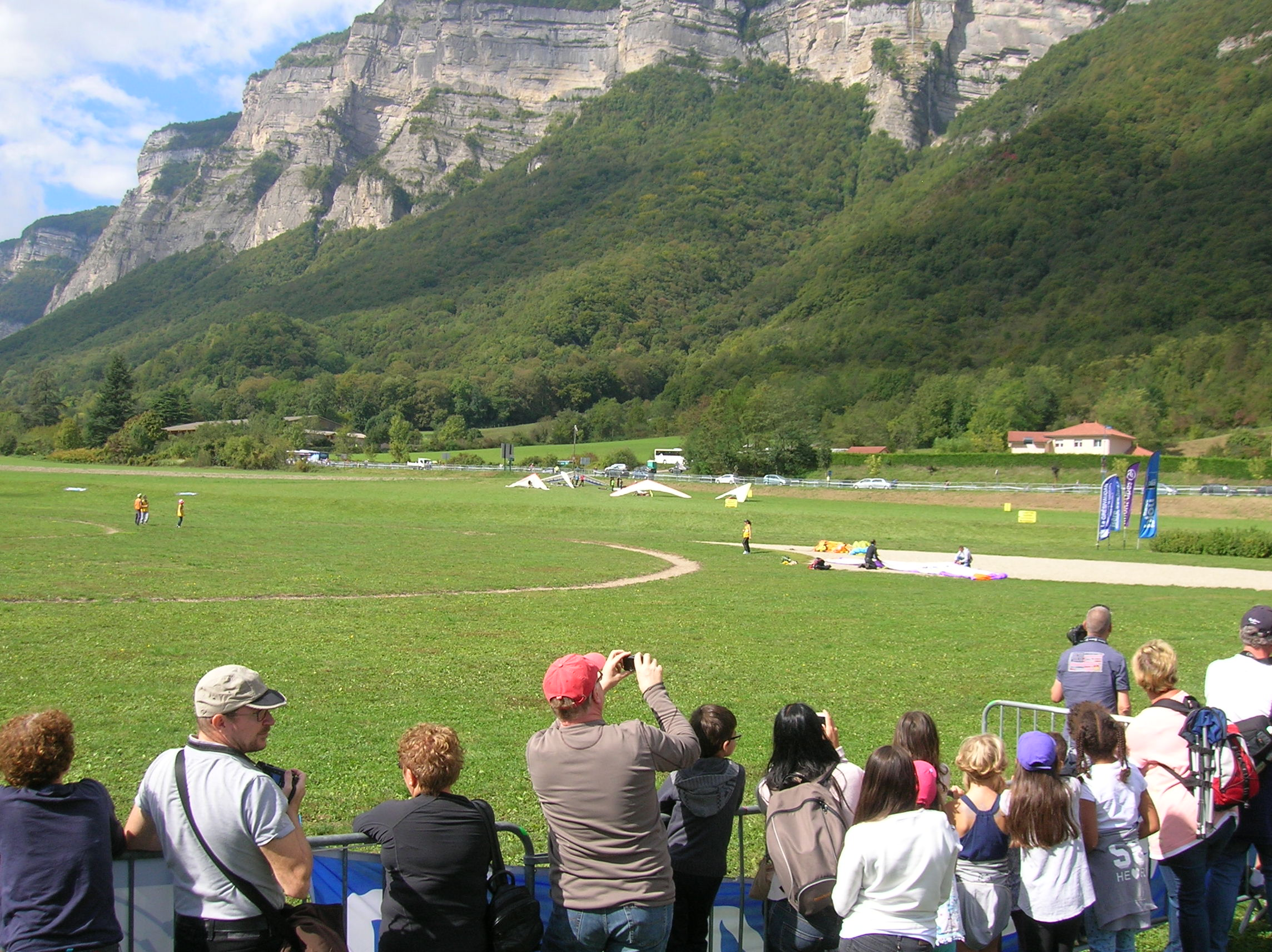
Coupe Icare 2015.
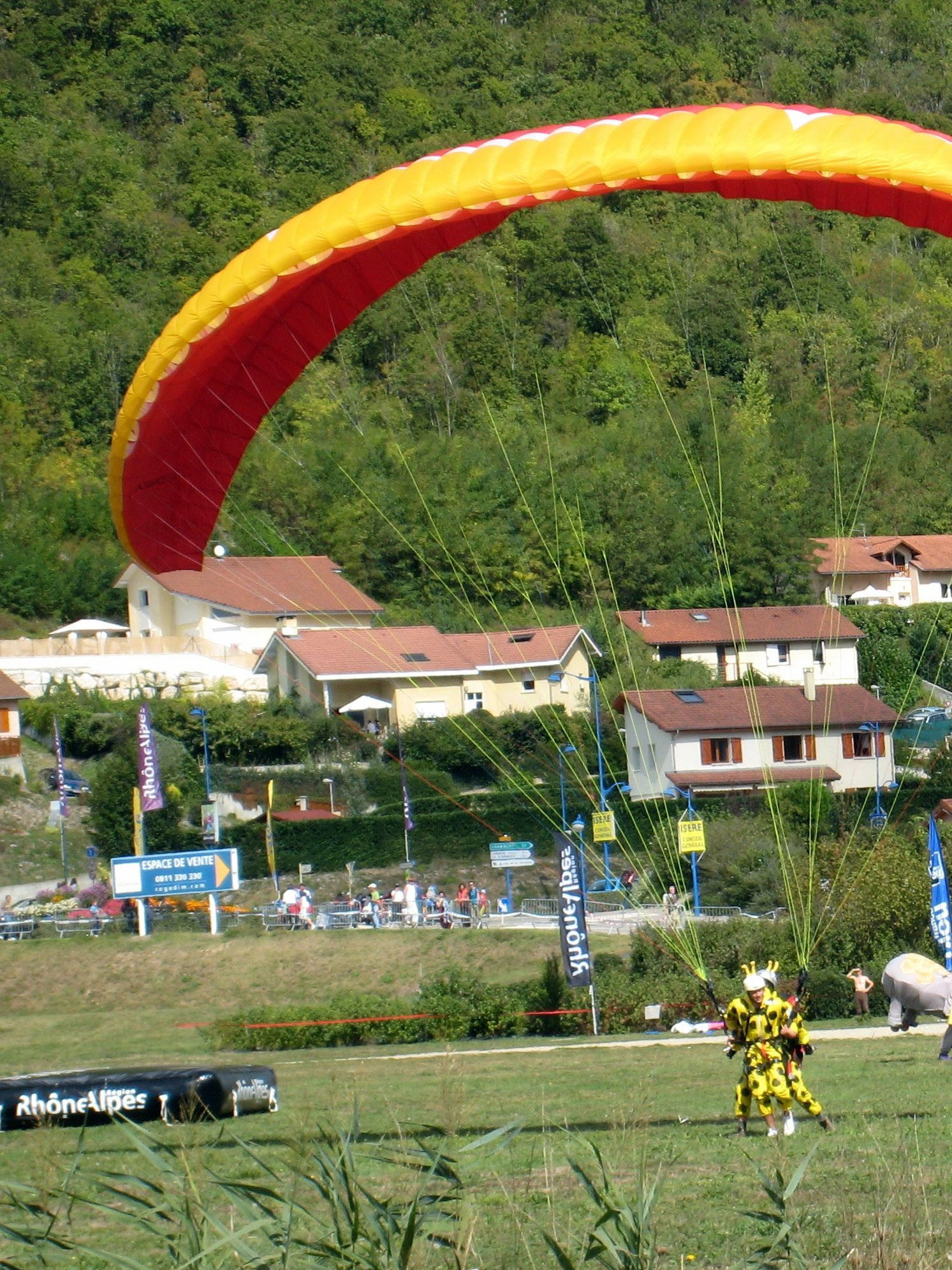
La Coupe Icare 2009. Au fond, Lumbin.

#### Les clubs
- TTG (Tennis de Table du Grésivaudan), club de Tennis de table des communes du Touvet, Allevard, La Terrasse et Lumbin.
- L'ASTT 38 (Association Sportive du Touvet-Terrasse 38 football). Champion d'isère -13 ans en 2008.

#### Infrastructures sportives
- Stade de football
- Court de tennis
- Terrain multisport
- Skatepark
- 3e site d'atterrissage de vol libre de France.

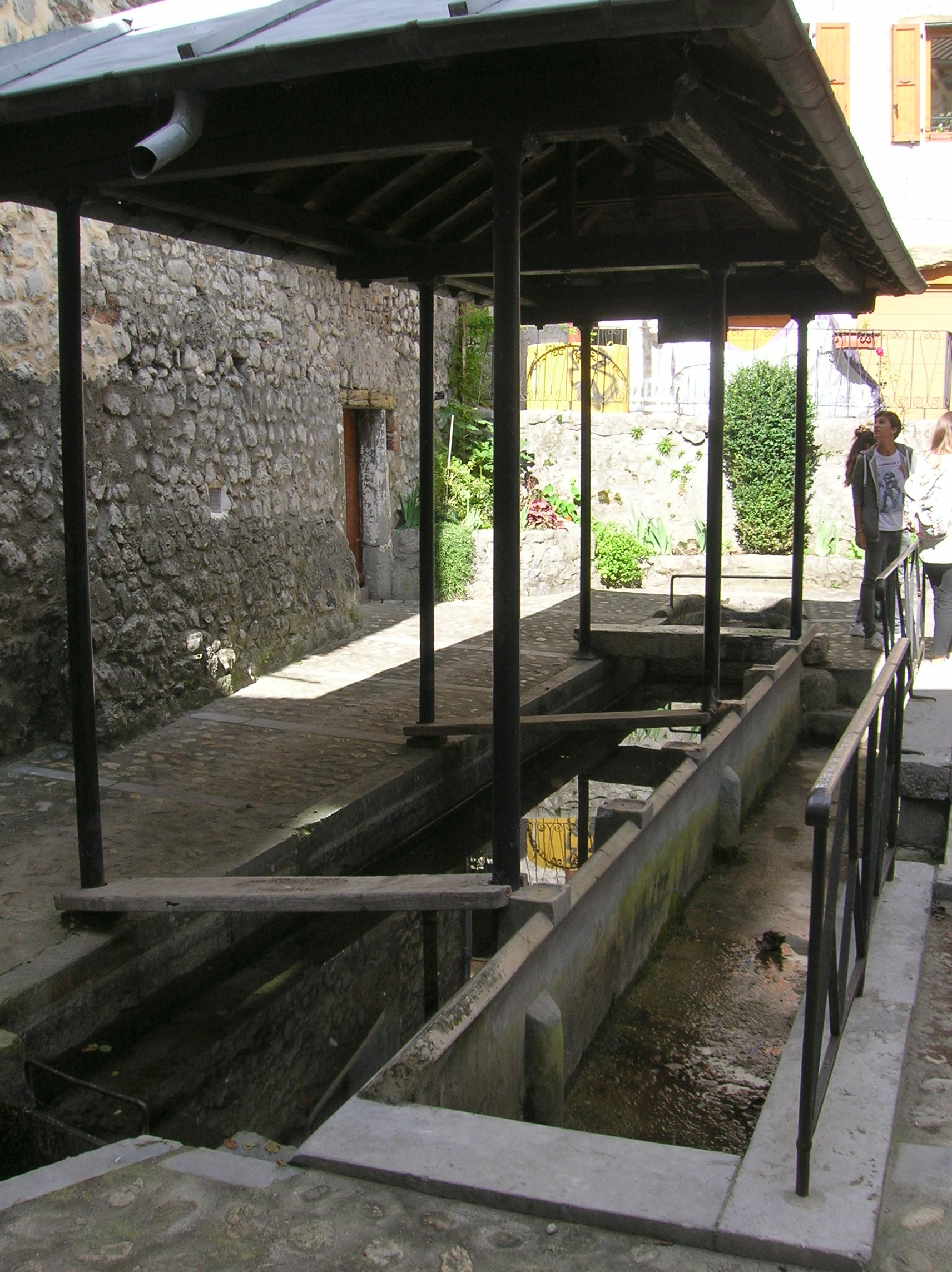
Le lavoir.
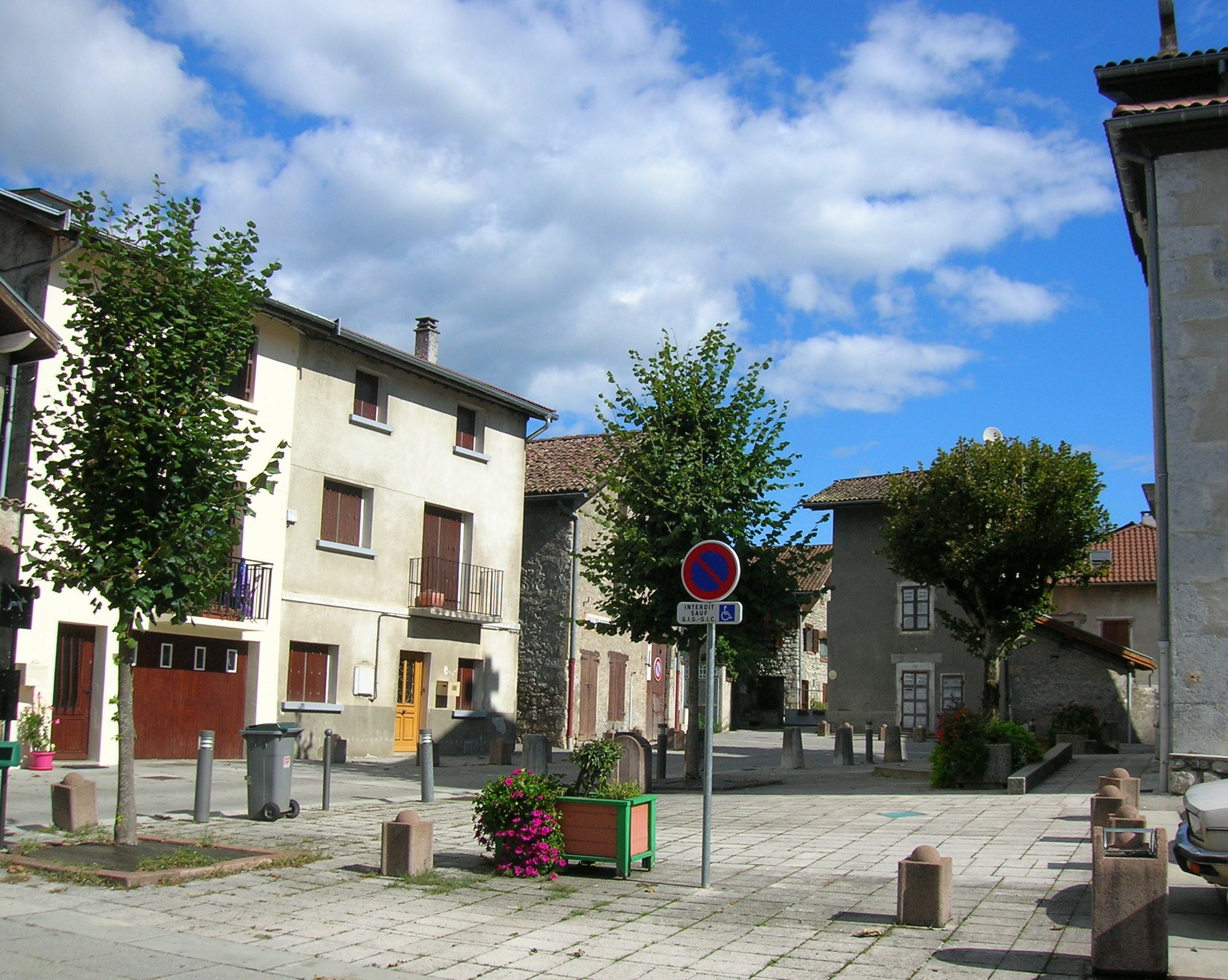
La place de l'église.
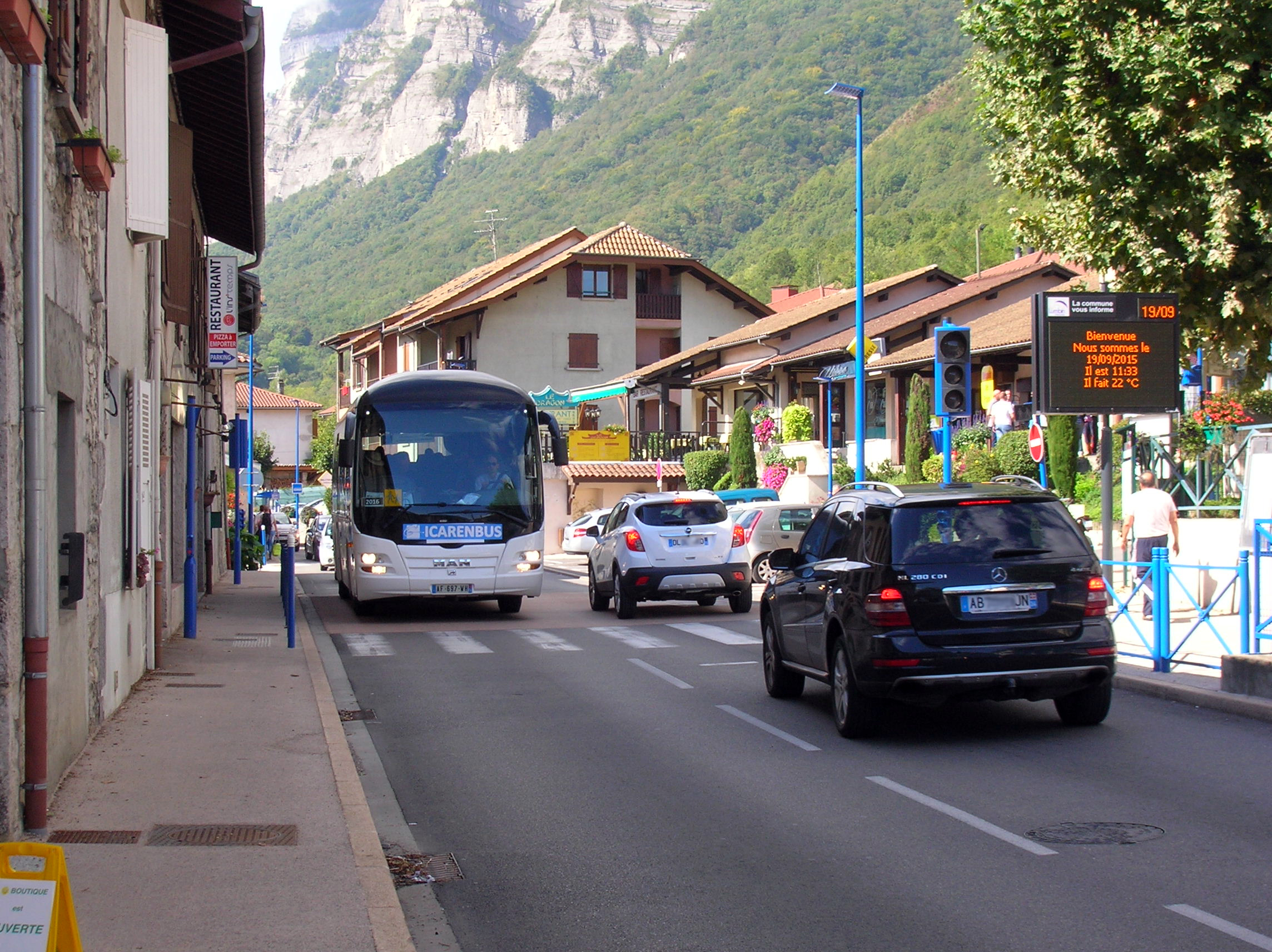
L'Icarenbus sur la Route nationale 90.
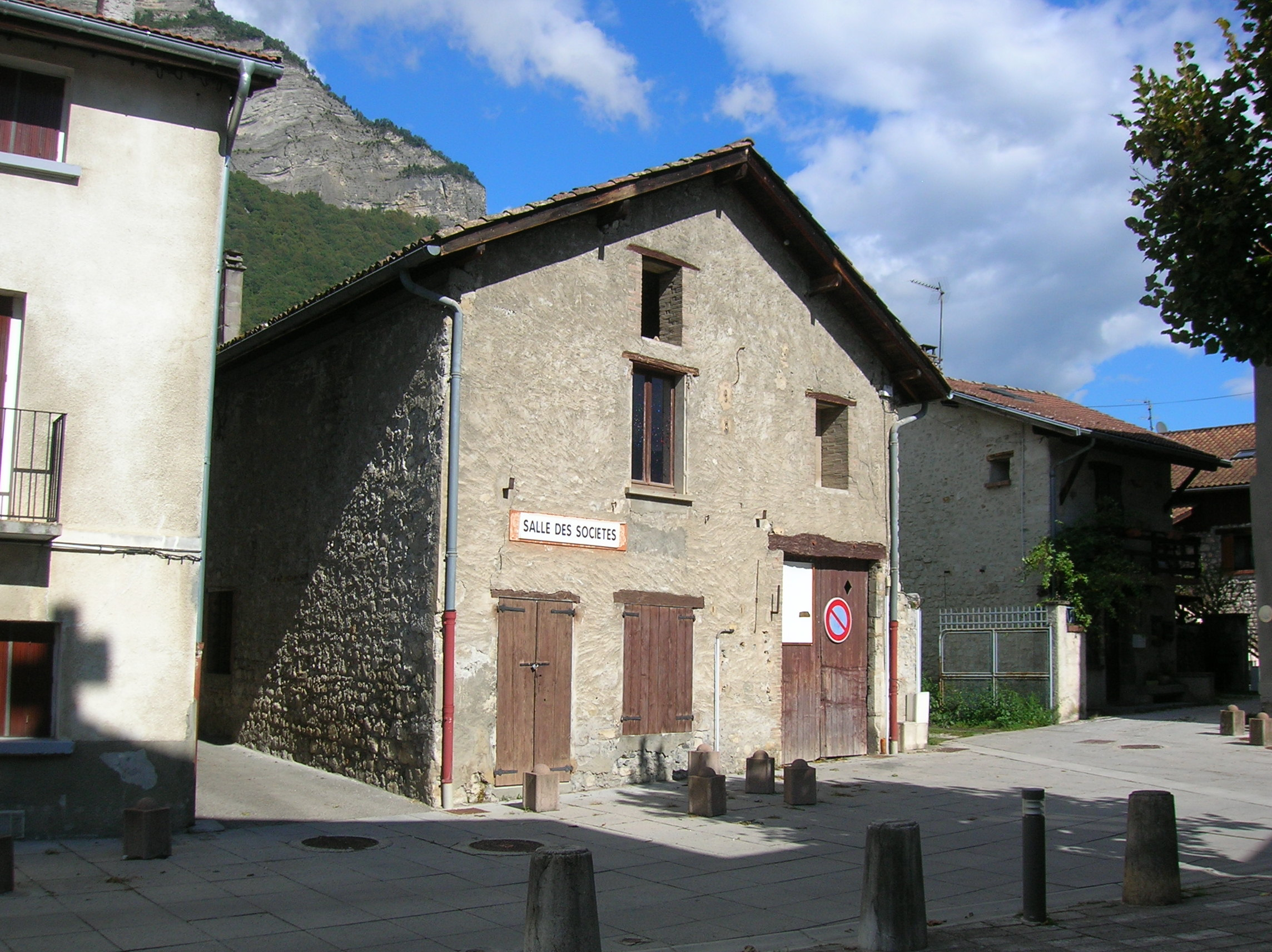
La salle des sociétés.
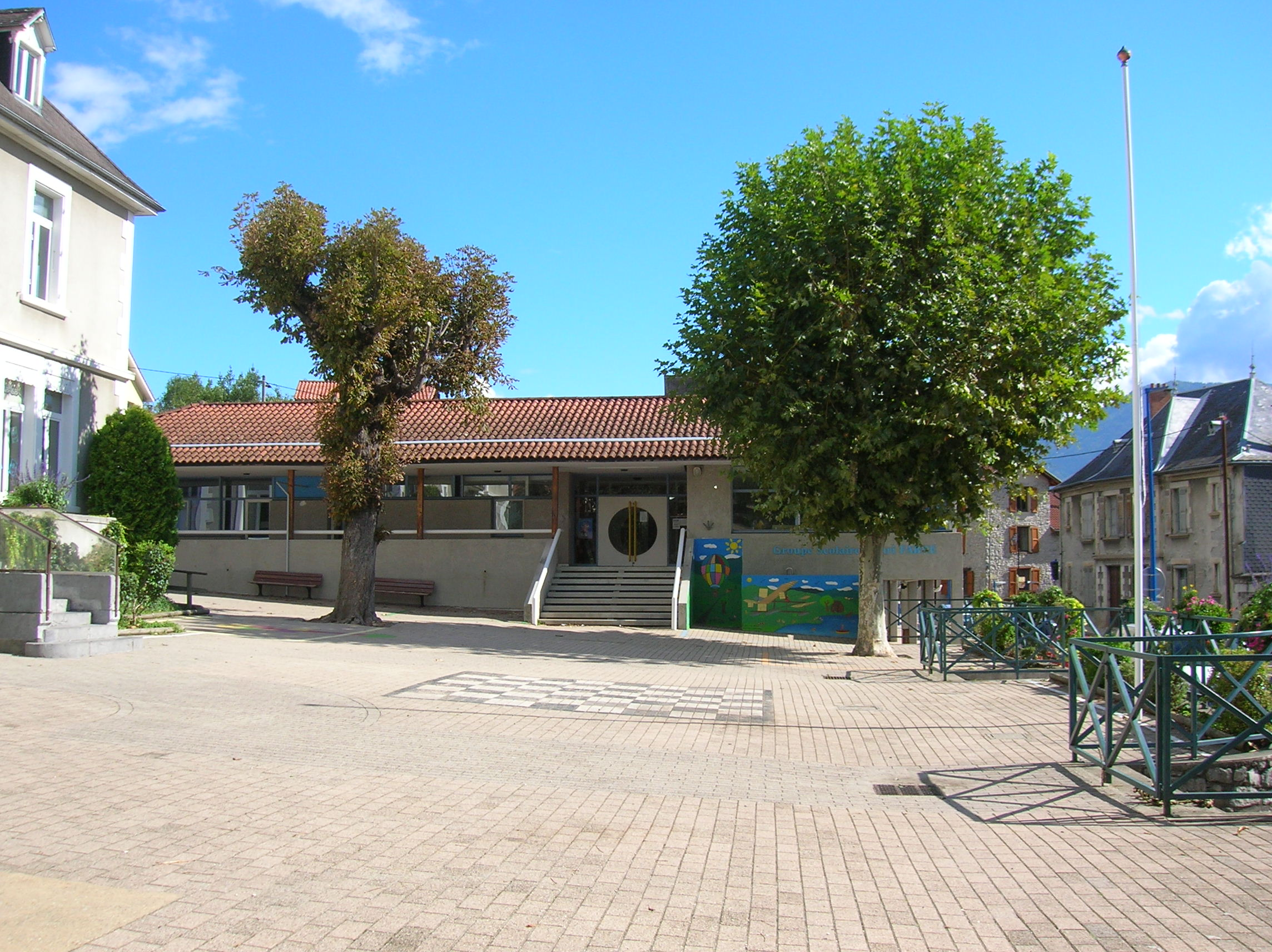
Le groupe scolaire Henri Fabre.

### Médias
Historiquement, le quotidien à grand tirage Le Dauphiné libéré consacre, chaque jour, y compris le dimanche, dans son édition du Grésivaudan, un ou plusieurs articles à l'actualité de la ville, ainsi que des informations sur les éventuelles manifestations locales, les travaux routiers, et autres événements divers à caractère local. Il existe également plusieurs stations de radios locales qui émettent sur son territoire sont France Bleu Isère, Hot Radio et Radio Oxygène.
La commune est située sur l'aire de diffusion de radio Ici Isère, une radio publique qui émet sur tout le territoire du département de l'Isère.

### Cultes
La communauté catholique et l'église de Lumbin (propriété de la commune) sont rattachées à la paroisse des Saints Apôtres et au doyenné du Haut-Grésivaudan qui sont, quant à eux, rattachés au diocèse de Grenoble.

## Économie
La commune fait partie de l'aire géographique de production et transformation du « Bois de Chartreuse », la première AOC de la filière Bois en France,.

## Culture locale et patrimoine

### Lieux et monuments

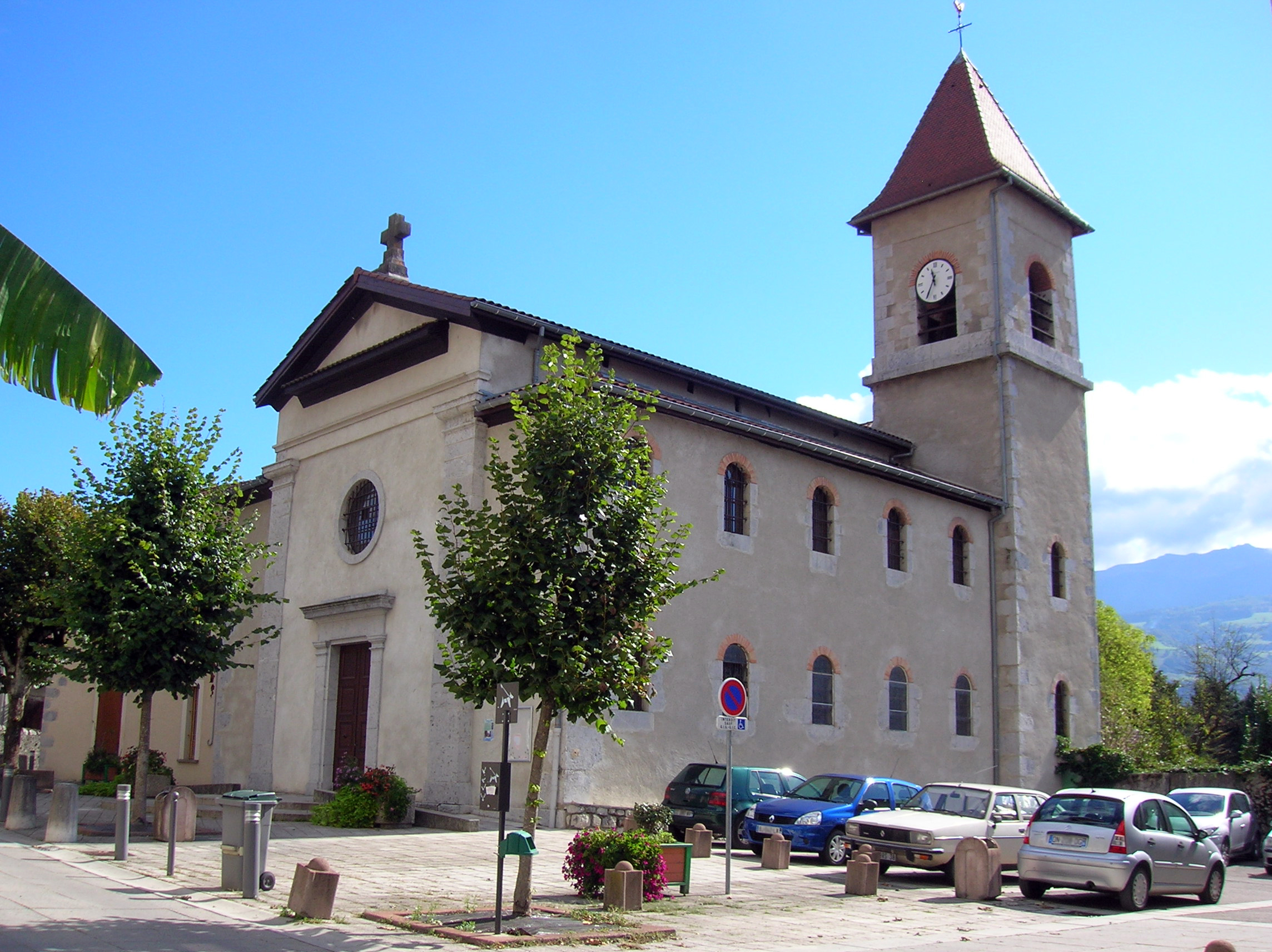
L'église

- Le château du Polonais, manoir du XVIIIe siècle[18]
- L'église paroissiale Sainte-Marie-Madeleine, datant du XIIIe siècle et renouvelée en 1839 et 1842[18]

Le clocher de l'église brûla en août 2009. Après de nombreuses, collectes, dons et ventes, le clocher fut réparé fin 2010 et un coulage et démoulage des cloches eut lieu en avril 2011.
- cascade double dite "du Carre"
- Bâtie du Petit Lumbin[18]

Le château fort de Montfort est situé en limité du territoire communal sur la commune de Crolles.

### Patrimoine culturel

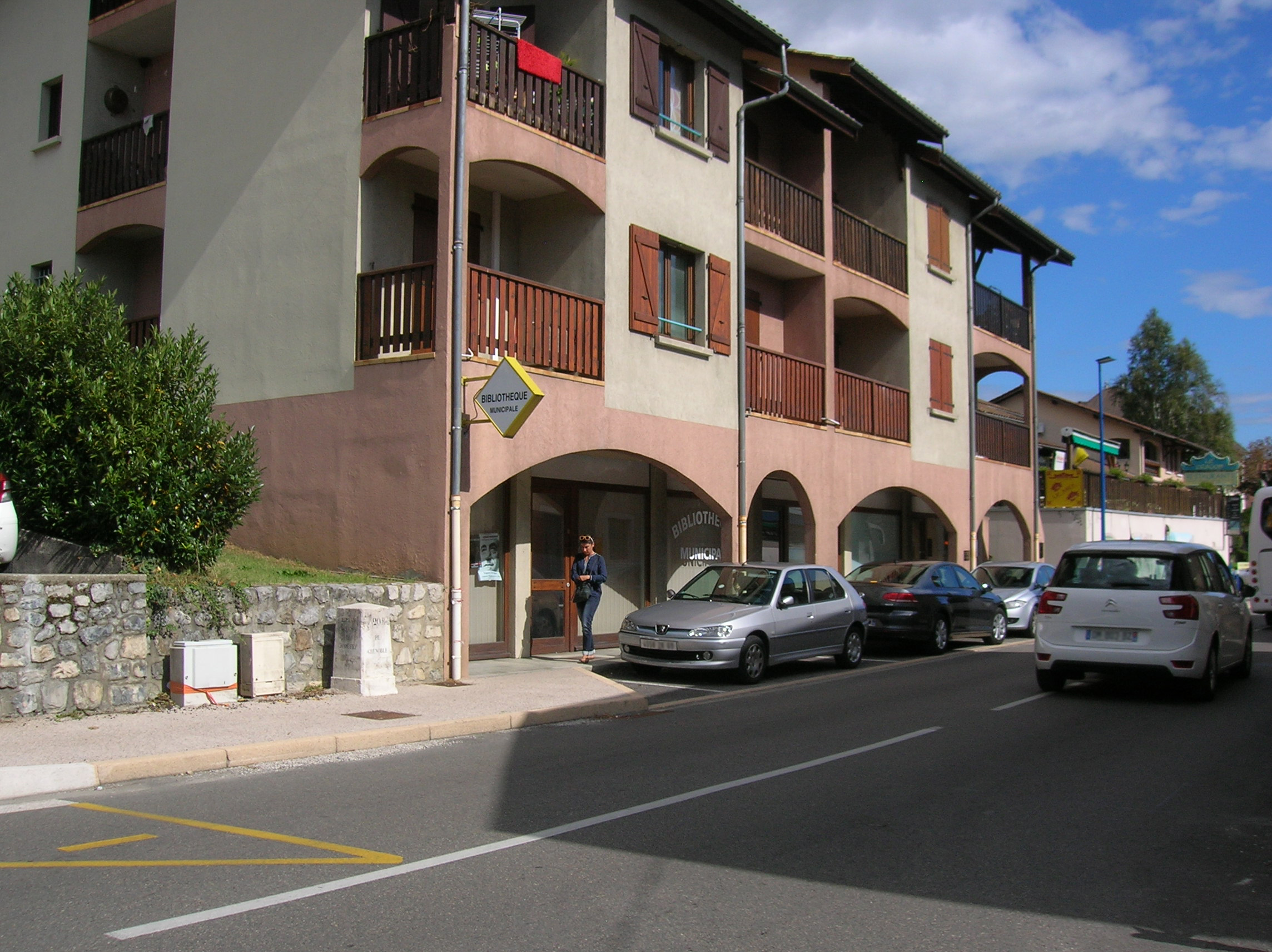
La bibliothèque.

- Bibliothèque

### Personnalités liées à la commune
- Henri Fabre (1882-1984), inventeur de l'hydravion, vécut à Lumbin. Il fit son premier essai en 1910 sur l'étang de Berre.

### Héraldique
|  | Lumbin possède des armoiries dont l'origine et le blasonnement exact ne sont pas disponibles. |